# Stockmannsmühle
Die Ortslage Stockmannsmühle im Wuppertaler Stadtbezirk Elberfeld-West geht auf eine ehemalige Mühlenanlage zurück.
Bereits 1574 wurde die Stockmannsmühle urkundlich erwähnt. Sie gehörte zu diesem Zeitpunkt zum Höfeverband Elberfeld, der ein Allod des Kölner Erzstifts war und sich im Amt und Kirchspiel Elberfeld befand. Die Pulvermühle war nach dem Besitzer Stockmann benannt. Nach dem Kartenwerk Topographia Ducatus Montani des Erich Philipp Ploennies aus dem Jahre 1715 befand sich die Mühle bei dem Mündungsbereich der Varresbeck in die Wupper.
Von 1590 bis Anfang des 18. Jahrhunderts stand hier ein über die Jahrzehnte oft als baufällig beschriebenes Siechenhaus der Stadt Elberfeld, zu damaliger Zeit in großer Entfernung von der Stadt. Das Siechenhaus wurde von der reformierten Gemeinde betrieben und sollte Aussätzige und ihren Familien fern von der Stadt eine Unterkunft bieten. Das kleine Haus stand unter der Aufsicht eines Siechenmeisters und bot trotz eines Anbaus nur acht Menschen Unterkunft. Aufgrund eines Erlasses des Kurfürsten Johann Wilhelm mussten 1712 alle bergischen Siechenhäuser abgerissen werden. Dabei dürfte auch das Elberfelder Siechenhaus verschwunden sein.
1815/16 lebten dort 32 Einwohner.
1832 gehörte Stockmannsmühle zur Pickartsberger Rotte des ländlichen Außenbezirks des Kirchspiels und der Stadt Elberfeld. Laut der Statistik und Topographie des Regierungsbezirks Düsseldorf befanden sich in Stockmannsmühle ein Ackergut, eine Bäckerei und eine Herberge für Fuhrleute. Es gab zu dieser Zeit vier Wohnhäuser und zwölf landwirtschaftliche Gebäude mit 29 Einwohnern (drei katholischen, 26 evangelischen Glaubens).
Eine Straße, die den Nützenberg hinauf führt, ist seit 1935 nach der Ortslage benannt. Bereits am 22. Juli 1884 wurde sie Stockmannsmühlerstraße genannt. Die Ortslage wurde auch 1850 im Adressbuch gelistet.